# HD 8673
HD 8673은 안드로메다자리에 있는 황색 주계열성이다. 8673의 겉보기 등급과 절대 등급은 각각 +6.31, +3.40이다. 지구에서의 거리는 약 124.8광년이다.
HD 8673의 주위에 돌고 있는 천체가 갈색 왜성인지, 아니면 보통의 행성인지에 대해 논란이 있다.

## HD 8673b
HD 8673b는 HD 8673을 돌고 있는 천체이다. 예상 질량은 목성의 10배에서 18배에 이른다. 공전주기는 639일이며, 긴 반지름은 1.58천문단위로 대략 화성과 비슷한 거리만큼 떨어져 있다.
이 천체는 갈색 왜성 또는 행성으로 보이며, 에리다누스자리 엡실론b를 발견한 헤이치스 연구진이 2005년 발견했다.